# Літературна премія імені Тараса Мельничука
Літературна премія імені Тараса Мельничука — премія, яку присуджують  за видатні літературно-художні твори, котрі сприяють духовному росту громадян  і здобули широке громадське визнання

## Заснування премії
Літературна премія імені Тараса Мельничука заснована Коломийською міською радою  в 1996 році.

Міська літературна премія імені Тараса Мельничука Премію присуджують щорічно окремим літераторам, спілкам та громадським об’єднанням літераторів міст, районів та областей України за високохудожні літературні твори, які сприяють духовному росту громадян і здобули загальне громадське визнання, є духовними набутками українського народу, утверджують високі гуманістичні ідеали, збагачують історичну пам’ять, його національну свідомість, зберігають національні традиції, спрямовані на державотворення і демократизацію українського суспільства. 

## Висування кандидатур на здобуття премії
На здобуття Премії висуваються літературні твори, літературні збірки творів як окремих літераторів, так і видання об’єднань літераторів, оприлюднених в завершеному вигляді, після ознайомлення з ними громадськості під час проведення читацьких конференцій, літературних вечорів  та на засіданнях літературних об’єднань тощо. 
Висунення творів, літературних збірок на присудження Премії здійснюється гласно за ініціативою трудових та військових колективів, творчих спілок, громадських організацій мистецького і просвітянського спрямування, видавництв, редакцій газет і журналів, а також об’єднань громадян на загальних зборах, конференціях. Від імені творчих організацій, закладів, установ і колективів висунення можуть здійснювати їх президії, колегії, ради тощо.

Подання-рекомендація у вигляді протоколу або звернення направляється на розгляд Комісії по присудженню міської літературної премії імені Тараса Мельничука, склад якої затверджується виконавчим комітетом міської ради. Рекомендації подаються не пізніше 1 квітня поточного року.

У поданні-рекомендації на присудження Премії зазначаються конкретні заслуги особи або творчого колективу, об’єднання літераторів ( їх літературна діяльність, художня цінність творів), що стали підставою для порушення клопотання про присудження Премії. 

## Формування і прийняття рішення про присудження премії
Розгляд подань-рекомендацій і допуск кандидатів до участі в конкурсі на присудження Премії проводиться на засіданні Комісії шляхом обговорення та відкритого голосування до 15 квітня, про що робиться повідомлення у засобах масової інформації. 
Відбір робіт для участі в конкурсі на здобуття премії проводиться у три тури:

Остаточне рішення про присудження Премії приймається на засіданні Комісії шляхом таємного голосування та направляється на затвердження виконавчого комітету міської ради у червні поточного року.

Рішення виконавчого комітету про присудження Премії публікується в місцевих друкованих засобах масової інформації, оголошується по радіо та місцевому телебаченню. 

## Порядок присудження і вручення премії
Премію присуджують окремому літератору або об’єднанню літераторів один раз. Авторові можуть присуджувати Премію посмертно. Розміри міської літературної Премії визначає кожного року виконавчий комітет міської ради.
Відзначеним Премією надають звання «Лауреат премії імені Тараса Мельничука», вручають Диплом та Почесний знак лауреата.
Премія вручається щорічно до Дня народження поета в День міста 19 серпня в урочистій обстановці. У разі присудження Премії літературному об’єднанню, видається Диплом, а членам цього об’єднання видаються Почесні знаки лауреата. Грошова премія ділиться між ними порівну. Особа або колектив, якому присуджено Премію, заноситься в Книгу лауреатів премії імені Тараса Мельничука, що знаходиться на довічному зберіганні у музеї історії міста Коломиї.
У разі втрати (псування) Диплома та Почесного знака лауреата Премії, дублікати не видаються. Диплом, Почесний знак лауреата, якого нагороджено посмертно, вручається родині померлого, а грошова премія переходить у спадщину в установленому законодавством порядку.

## Лауреати премії
Першим лауреатом став  заслужений діяч мистецтв України, письменник з Чернівців Мирослав Лазарук.
Лауреати:
- 1997 Орися Яхневич
- 1998 Дмитро Гриньків
- 1999 Михайло Василенко
- 2000 Ніна Гнатюк
- 2003 Манолій Попадюк
- 2005 Микола Васильчук
- 2005 Ярослав Ясінський
- 2007 Ольга Бабій
- 2010 Іван Війтенко
- 2011 Василь Нагірняк
- 2011 Степан Сапеляк
- 2013 Володимир Франкевич
- 2015 Василь Лапчинський
- Василь Клічак
- Микола Близнюк
- Василь Кухта
- Борис Бунчук
- Борис Бунчук
- Василь Герасим’юк
- Василь Шкурган
- Микола Рачук
- Тарас Григорчук
- Леонід Талалай
- Володимир Вознюк
- Віра Китайгородська
- Анатолій Кичинський
- Казімеж Бурнат
- Олександр Масляник